# 7611 Hashitatsu
7611 Hashitatsu este un asteroid din centura principală de asteroizi.

## Descriere
7611 Hashitatsu este un asteroid din centura principală de asteroizi. A fost descoperit pe 23 ianuarie 1996 la Oizumi de Takao Kobayashi. El prezintă o orbită caracterizată de o semiaxă mare de 2,98 ua, o excentricitate de 0,16 și o înclinație de 8,5° în raport cu ecliptica.